# 納胡耶維奇
49°21′43″N 23°19′14″E / 49.36194°N 23.32056°E

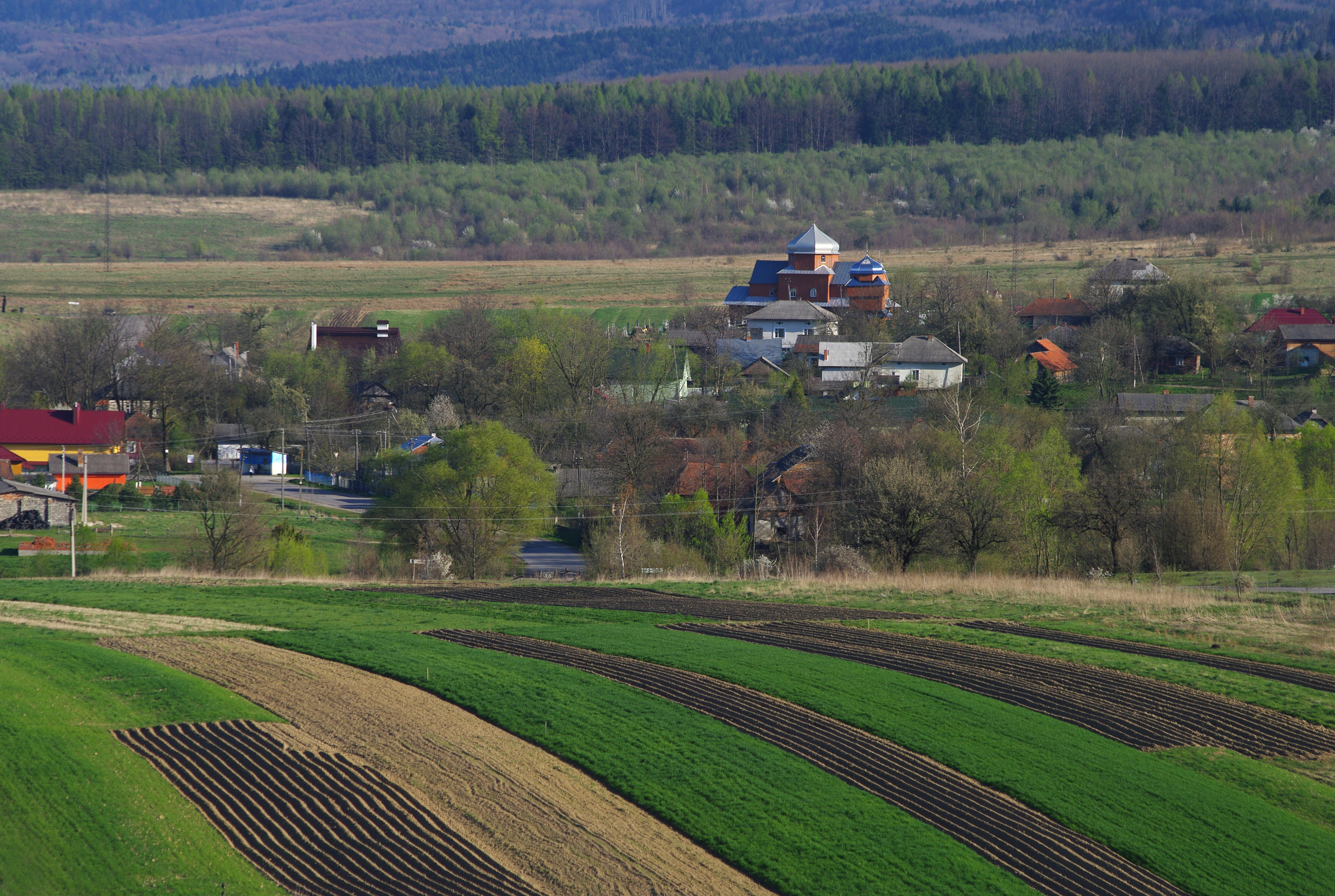
村内教堂

納胡耶維奇（羅馬化：Nahuievychi）是烏克蘭西部利沃夫州德羅霍貝奇區德罗霍贝奇市镇内的村落。始建於1050年，面積28.71平方公里，海拔高度334米，2001年人口2,518，人口密度每平方公里87.7人。

## 著名人物
- 伊萬·弗蘭科，烏克蘭詩人